# دورادوس سينالوا
نادي دورادوس سينالوا الاجتماعي والرياضي (بالإسبانية: Club Social y Deportivo Dorados de Sinaloa)‏ هو ناد كرة قدم مكسيكي يقع في مدينة كولياكان بولاية سينالوا، تأسس عام 2003.

## وصلات خارجية
- الموقع الرسمي